# Фененко Микола Васильович
Фененко Микола Васильович   (31 грудня 1908 — 5 травня 1969) — історик, краєзнавець, музейник, шевченкознавець, письменник, учасник антигітлерівського підпілля ОУН на Донеччині, в'язень сталінських таборів.

## Життєпис
Народився 31 грудня 1908 у маєтку Макове Глухівського повіту на Чернігівщині в сім’ї дворянина Василя Яковича Фененка. Мати - Фененко Неоніла Олександрівна, викладачка іноземних мов. 
У 1927 році, закінчивши підготовчі курси, вступив до Глухівського педагогічного інституту. У грудні 1928 року разом з іншими студентами другого курсу з цілком надуманого приводу він був заарештований ДПУ як учасник «антирадянського буржуазно-націоналістичного підпілля». Після піврічного тримання двадцятирічного студента спочатку в одиночній камері Глухівської в'язниці, а потім у загальній камері, де перебувало одночасно 60-70 арештантів, його перевозять до Харкова. І вже там його оголосили керівником молодіжної підпільної організації «Спілка української молоді» (СУМ), якої у Глухові насправді не існувало. У травні 1929 року надзвичайна сесія обласного суду у Харкові засудила його за «контрреволюційну діяльність» до п'яти років виправно-трудових (каторжних) таборів. Покарання відбував у Соловецькому таборі особливого призначення (СЛОН). Після звільнення поселився у Маріуполі, де працював змінним обліковцем у мартенівському цеху «Азовсталі», потім - вчителем у школі для малограмотних (пізніше - школа робітничої молоді), а також керівником літературно-творчого гуртка при клубі металургійного заводу.
У 1938 році почав навчання на заочному відділенні географічного факультету Ворошиловградського педінституту. Згодом був направлений на роботу до Привільненської школи Лисичанського району вчителем географії.
Після початку війни у 1941 р. виконував обов’язки директора Привільненської школи, а також викладав географію, історію, німецьку мову. Після приходу німецьких військ переселяється до Маріуполя. 
У вересні 1942 року його призначено завідувачем історико-археологічного відділу міського краєзнавчого музею. За його піклування було врятовано фонди та унікальну бібліотеку музею, а також організовувалися археологічні експедиції. Активно співпрацював з «Просвітою». У «Маріупольській газеті» виходили його статті про гетьманів Богдана Хмельницького та Павла Полуботка, кошового Івана Сірка, історика й політика Михайла Грушевського, Голодомор 1932—1933 рр. Входив до ОУНівського підпілля. У грудні 1942 р. заарештований гестапо . За недоведеністю  «складу злочину» і завдяки вдалому збігу обставин (зміна керівництва гестапо), був звільнений з-під арешту. Після організаційного відновлення навесні 1943 р. маріупольського проводу ОУН керував відділом преси. Пізніше вирушає на захід, до родичів. У квітні 1945 року був затриманий контррозвідкою «Смерш» і, пройшовши перевірку у фільтраційному таборі, 7 липня отримав дозвіл повернутися в селище Привільне. Тут, на шахті «Нова-Друженка», він працював десятником. 
8 жовтня 1945 року заарештований співробітниками Маріупольського міського відділу НКВС. 9 березня 1946 року трибунал військ НКВС Сталінської області на підставі ст. 54-1 «а» КК УРСР (зрада батьківщині) засудив його як «ідеолога маріупольського ОУНівського підпілля» до розстрілу. 12 червня 1946 року Президія Верховної Ради СРСР замінила смертну кару двадцятьма роками таборів з конфіскацією майна. Покарання відбував у відділі № 3 Воркутинського табору.
У 1956 році був амністований і повернувся до Маріуполя, де працювати у школі робітничої молоді № 3 учителем географії.
Педагог Микола Фененко відчував, що не тільки ця праця є сенсом його життя. Енциклопедична освіченість, природна обдарованість з дитинства готували його до іншого. Миколі Васильовичу була  притаманна набагато ширша, наукова діяльність у сфері не тільки природничих, але й гуманітарних наук.
Відпрацювавши належні за розкладом години в школі, Фененко поспішав до письмового столу, до своїх улюблених книг. Теми його наукових досліджень: шевченкознавство, краєзнавство, топоніміка , історія України. Коли в 1964 році робота над рукописом книги «Земля говорить» була завершена, Микола Фененко повіз її на рецензію до Києва. Максим Тадейович Рильський гостинно прийняв автора зі Жданова, уважно ознайомився з текстом майбутньої книги, написав схвальну рецензію і домігся того, що дитяче видавництво «Веселка» негайно прийняло книгу до друку. Того ж року видавництво  "Радянська школа " підготувало до друку і другу книгу Миколи Фененка — "Топоніміка України у творчості Тараса Шевченка".
В останні роки свого життя  М.В.Фененко працював над рукописом книги «Хроніка Пржевальських». Це мало бути фундаментальне дослідження родоводу великого географа і мандрівника, починаючи із запорожця Корнія Партжевальського (так тоді писалося це прізвище). Після передчасної кончини Миколи Васильовича вже майже закінчений рукопис зник у архівах КДБ, і досі сліди його віднайти не вдалося.
Успішно йшла робота над ще однією книгою - "Тарасова левада", присвяченою дослідженню ролі та значення природи у творчості Тараса Шевченка. Але і цей рукопис, виконаний олівцем, після смерті Фененка також зник.
Помер 5 травня 1969 року. Похований на Маріупольському кладовищі (старе кладовище за Центральним ринком). 
Через 5 років після того, як одійшов у вічність Микола Васильович Фененко, були надруковані його переклади віршів Абая Кунанбаєва, казахського поета, письменника, громадського діяча, основоположника сучасної казахської писемної літератури. Друзі-літератори зуміли зберегти ці твори і видати їх у першій збірці  українських перекладів Абая, яка вийшла друком  у 1974 році. Лише спеціалісти в змозі оцінити, скільки у перекладах першоджерела — Абая, але очевидно, що до нас промовляє зболена душа самого Миколи Васильовича. Це його роздуми, його думки про власну долю.
```

Могила Миколи Фененко, «старе» кладовище Маріуполя

Натомилось моє серце й кожну мить                                               
Все тихіше б’ється, хворе, і щемить.
У безсонну ніч тривожну і тяжку
Кров гаряча прагне серце затопить.
    Туга розум, як лещатами, стиска,
    Марно дружня увижається рука,
    Пустодзвонів скільки — спасу вже нема!
    Остогидла їх улесливість слизька.
За минулим серце тужить день при дні,
Проклинає дні сьогоднішні нудні:
Часом спокою благає у творця,
Часом знову мук напитує мені.
    Часом з горем заговорить — все в сльозах —
    Про недугу, про неспокій, про свій жах.
    Часом, наче той відлюдок, замовка
    І про кпин і глум в нім думу дума страх.
Хворе серце в грудях пташкою тремтить.
Затаївши своє горе, легше жить.
То нахлине кров гаряча, обпече,
То простигне, заспокоїться на мить.»
   Абай (1898 р.),переклад 
Миколи Фененка
```

1989 року підбірку віршів М.В.Фененка було надруковано у збірці «Ніжний кремінь» (Перша книга поета).
У 1994 році прокуратура Донецької області посмертно реабілітувала його «за відсутності сукупності доказів, що підтверджують обґрунтованість притягнення до відповідальності». 
У 2010 році міська організація Всеукраїнського товариства «Просвіта» ініціювала встановлення меморіальної дошки М. В. Фененку на фасаді бібліотеки імені Н. Крупської, що в Орджонікідзевському районі Маріуполя.

## Твори
- Фененко М.В. Топоніміка України у творчості Тараса Шевченка. Київ: Радянська школа, 1965. 128 с.

- Фененко М.В. Земля говорить. 2-ге вид., перегл. й доп. Київ: Веселка, 1969. 127 с.: 10 л.іл.

- Фененко М. Західні українці в війську Богдана Хмельницького: реєстр 1649 року. — Жовтень, 1968 р., №2, с.137-138.

- Абай Кунанбаєв. Поезії (збірка), пер. з казахської. Київ: Дніпро, 1974. 192 с.

(пер. А.Кацнельсон, Б.Степанюк, В.Вільний, В.Забаштанський, В.Коломієць, В.Струтинський, З.Гончарук, І.Гончаренко, М.Фененко, Наум Тихий, О.Довгий, О.Максимейко, Олекса Ющенко, Олесь Жолдак, Олесь Лупій, Павло Мовчан, С.Йовенко, Сергій Литвин, Станіслав Тельнюк, Феофан Скляр, Ю.Сердюк).
- Ніжний кремінь [Текст: Фененко, М.В. Сон ; Ольвія ; "Пахне опеньками" ; "Дорогому, любому, хорошому..." ; Думи материнські ; Дума про Наливайка ; "Високо, гордо піднявсь Тарас" та ін. С. 259-300. [Текст] / М.В.Фененко //: Поезії. – К.: Рад. письменник, 1989. – 390 с. – (Перша книга поета).

## Фільми про Миколу Фененка
- ПАМЯТИ НИКОЛАЯ ФЕНЕНКО
- НИКОЛАЙ ФЕНЕНКО. В КРУГАХ ЧЕКИСТСКОГО АДА